# Houda-Imane Faraoun
Houda-Imane Faraoun (en arabe : هدى إيمان فرعون), née le 16 juin 1979 à Sidi Bel Abbès, est une physicienne et chercheuse algérienne. Elle est  ministre de la Poste et des Technologies de l'information et de la communication, du 15 mai 2015 au 4 janvier 2020.
Elle est la plus jeune ministre du gouvernement Sellal, et l'une des plus jeunes personnalités de l'histoire de l'Algérie indépendante à accéder à des fonctions ministérielles. Bien que militante du FLN depuis longtemps, elle n’a officiellement rejoint les rangs du parti qu’en 2010.

## Biographie

### Jeunesse et formation
Houda Imane Faraoun est née le 16 juin 1979 et a grandi à Sidi Bel Abbès, à l'Ouest du pays. Elle a mené une enfance tranquille dans une fratrie de quatre enfants. Après avoir obtenu son baccalauréat en sciences exactes, en 1995, au lycée Si El Haouès de Sidi Bel Abbès, alors qu'elle n'était âgée que de seize ans, elle s'inscrit à l'université Djillali Liabes de Sidi Bel Abbès où elle décroche un DES en physique en 1999 ; cette réussite l'incite à poursuivre ses études dans le même domaine. C’est ainsi qu’elle soutient en 2001 son magistère, toujours en physique de l’état solide, avec la mention très honorable. Elle continue sa spécialité en s'inscrivant en doctorat dans la même université, pour développer un travail théorique sur les méthodes de simulation des métaux et leurs alliages.
Elle décroche une bourse de la région Franche-Comté, d'où elle a obtenu son doctorat en 2005, en sciences de l'ingénieur, de l'université de technologie de Belfort-Montbéliard.

### Carrière universitaire
Après ses études en France, Houda-Imane Faraoun rejoint l'université Abou Bekr Belkaid Tlemcen ; elle obtient son habilitation en 2008 et accède en 2013, à l'âge de trente-quatre ans, au grade de professeur universitaire. Elle est ensuite nommée directrice de l'Agence thématique de recherche en sciences et technologie (ATRST), en encadrant des doctorants et en participant aux travaux de membre de jury de thèses. Elle a présidé la Commission intersectorielle de promotion, de programmation et d’évaluation de la recherche scientifique et technique « Sciences fondamentales » et est membre du Comité sectoriel permanent du MESRS. Elle a également présidé le conseil d’administration du Centre de recherche en analyse physico-chimiques (CRAPC) et la commission des marchés publics du Centre de recherche en économie appliquée pour le développement (CREAD), tout en siégeant au conseil d’administration de l’Agence nationale de valorisation des résultats de la recherche et du développement technologique (ANVREDET). 

### Parcours politique
Le 14 mai 2015, elle est nommée ministre de la Poste et des Technologies de l’information et de la communication. Elle fait son entrée dans le gouvernement Abdelmalek Sellal (4) à la place de Zohra Derdouri.

### Procès et condamnation
En 2019, une plainte est déposée contre Houda-Imane Faraoun pour corruption et son nom est cité également dans le dossier de la famille Kouninef où elle doit être entendue par la Justice.
Le 3 janvier 2020, elle n'est pas reconduite au sein du gouvernement Djerad I, puis, le 6 janvier, elle est entendue par la gendarmerie. Le 28 juin 2020, elle est entendue par le conseiller enquêteur de la Cour suprême dans le cadre de l’enquête de corruption impliquant les frères Kouninef.
Elle est placée en détention provisoire le 8 décembre 2020 et condamnée à trois ans de prison le 18 octobre 2021, en première instance.
La Cour d’Alger a confirmé le 9 février 2022, le verdict de première instance prononcé à son encontre de trois ans de prison ferme, assortie d’une amende d'un million de dinars pour son implication dans une affaire de corruption.  En décembre 2022, elle est condamnée à quatre ans de prison pour, notamment, « dilapidation de deniers publics, abus de fonction et octroi d'indus privilèges lors de conclusion de marchés publics ».

## Publications
Houda-Imane Faraoun est l’auteure de plus de quarante publications scientifiques ; de même, elle a présenté plusieurs communications au niveau national et à l’étranger. Membre du Comité de formation doctorale « Physique de la matière condensée », elle est également responsable de la spécialité et chef d’équipe de recherche « Métaux et alliage » relevant de l’unité de recherche rattachée à l’université Abou-Bakr-Belkaid.

## Influence
En 2015, Houda-Imane Feraoun est 9e dans le classement des femmes arabes membres de gouvernement les plus puissantes, selon le magazine Forbes (édition du Moyen-Orient).